# Typosyllis pseudoheterosetosa
Typosyllis pseudoheterosetosa är en ringmaskart som beskrevs av Böggemann och Westheide 2004. Typosyllis pseudoheterosetosa ingår i släktet Typosyllis och familjen Syllidae. Inga underarter finns listade i Catalogue of Life.